# Suit
Suit è il quarto album del rapper Nelly, nonché il secondo, assieme a Sweat, di minore successo, che ha pubblicato nel 2004. Rilasciato dalla Universal Records il 14 settembre 2004, nonostante originariamente dovesse uscire il 17 agosto, è stato prodotto dai The Neptunes e il cantante Jazze Pha.
Suit riceve il plauso quasi universale da parte della critica musicale, che ne lodano sia i vari temi toccati che le melodie, sebbene con alcune critiche rivolte ai contenuti definiti "incostanti". Suit ha raggiunto la vetta della classifica Billboard 200, diventando il terzo album consecutivo di Nelly al numero uno negli Stati Uniti, dopo i famosissimi Nellyville e Country Grammar.
Riconosciuto con 3 dischi di platino, l'album è stato anche insignito del Grammy Award al miglior album rap.

## Descrizione
Nelly ha definito Swear come "più ritmato ed energico", mentre Suit con "un'atmosfera più adulta e sexy, è più melodico". Programmato per uscire il 17 agosto 2004, è stato respinto e rimandato al 14 settembre seguente, poiché l'etichetta Universal Records voleva evitare che esso uscisse in concomitanza con Kamikaze, del rapper Twista, contenente la sua celebre canzone di debutto Slow Jamz. Suit è poi uscito il 15 settembre nel Regno Unito e in Germania.
L'Italia è l'unico Stato dove è stato rilasciato addirittura un giorno prima, il 13 settembre, su richiesta dei mercati italiani, pur non diventando un grande successo qui.
L'album include i singoli My Place, un enorme successo commerciale, Over and Over e 'N' Dey Say.

## Accoglienza
Suit già una settimana dopo la sua uscita, il 14 settembre 2004, ha debuttato alla posizione numero 1 della classifica Billboard 200, con oltre 396 000 copie vendute durante la prima settimana, contrariamente a Sweat, uscito un po' prima nello stesso anno, che comunque debuttò alla numero 2.
La canzone My Place, in particolare, è stato il più ascoltato dell'album, tanto da raggiungere la vetta delle classifiche in Nuova Zelanda, Australia e Regno Unito, oltre che negli Stati Uniti, divenendo uno dei singoli di maggiore successo dell'intera carriera di Nelly: è rimasta in classifica per 15 settimane, numero battuto solo, da Nelly, da Dilemma.
L'album completo è stato certificato ben 3 volte disco di platino dalla Recording Industry Association of America (RIAA), con oltre 3 milioni di copie vendute solo in Europa e un numero quasi doppio in America.

### Riconoscimenti
L'album ha vinto anche il Grammy Award al miglior album rap ai Grammy Awards 2005, a pari merito con The College Dropout dell'amico Kanye West, uscito il 10 febbraio 2004.

## Tracce
1. Play It Off (feat. Pharrell)
2. Pretty Toes (feat. Jazze Pha & T.I.)
3. My Place (feat. Jaheim)
4. Paradise
5. She Don't Know My Name (feat. Snoop Dogg & Ron Isley)
6. 'N' Dey Say
7. Woodgrain & Leather Wit A Hole
8. In My Life (feat. Avery Storm & Mase)
9. Over and Over (feat. Tim McGraw)
10. Nobody Knows (feat. Anthony Hamilton)
11. Die For You

### Campionamenti
- Il successo My Place contiene parte della canzone Isn't It a Shame, della band femminile Labelle, e I Like It, di Randy DeBarge, oltre che un campionamento di Come Go with Me (1957), dei Del-Vikings.
- Il brano 'N' Dey Say contiene un campionamento della celebre melodia e cori della canzone True, del 1983, degli Spandau Ballet.[8]
- Il brano Pretty Toes contiene un campionamento della canzone Crumblin' Erb degli OutKast.[9]

## Classifiche

### Classifiche settimanali
| Classifica (2004-2005)          | Posizione massima |
| ------------------------------- | ----------------- |
| Australia                       | 2                 |
| Austria                         | 29                |
| Belgio                          | 43                |
| Canada (Billboard 100 Canadian) | 1                 |
| Paesi Bassi                     | 17                |
| Francia                         | 72                |
| Germania                        | 8                 |
| Irlanda                         | 21                |
| Italia                          | 22                |
| Giappone                        | 28                |
| Nuova Zelanda                   | 6                 |
| Norvegia                        | 29                |
| Scozia                          | 19                |
| Svezia                          | 34                |
| Svizzera                        | 11                |
| Regno Unito                     | 1                 |
| Stati Uniti (Billboard 200)     | 1                 |
| Stati Uniti (Billboard Hot 100) | 1                 |

### Classifiche di fine anno
| Classifica (2004)               | Posizione |
| ------------------------------- | --------- |
| Regno Unito                     | 167       |
| Stati Uniti (Billboard 200)     | 39        |
| Stati Uniti (Billboard Hot 100) | 30        |
| Album in tutto il mondo (IFPI)  | 16        |